# 矮小风毛菊
矮小风毛菊（学名：Saussurea pumila）是菊科风毛菊属的植物，是中国的特有植物。分布于中国大陆的青海、四川、西藏等地，生长于海拔4,000米的地区，目前尚未由人工引种栽培。